# Ambiti Fluviali del Reghena e del Lemene - Cave di Cinto Caomaggiore
Ambiti Fluviali del Reghena e del Lemene - Cave di Cinto Caomaggiore este o arie protejată (arie de protecție specială avifaunistică — SPA) din Italia întinsă pe o suprafață de 461 ha, integral pe uscat.

## Localizare
Centrul sitului Ambiti Fluviali del Reghena e del Lemene - Cave di Cinto Caomaggiore este situat la coordonatele 45°46′21″N 12°49′13″E / 45.772366°N 12.820174°E.

## Înființare
Situl Ambiti Fluviali del Reghena e del Lemene - Cave di Cinto Caomaggiore a fost declarat arie de protecție specială avifaunistică în august 2003 pentru a proteja 27 de specii de animale.

## Biodiversitate
Situată în ecoregiunea continentală, aria protejată conține 3 habitate naturale: Păduri aluvionare cu Alnus glutinosa și Fraxinus excelsior (Alno-Padion, Alnion incanae, Salicion albae), Cursuri de apă de la nivel de câmpie la nivel montan, cu vegetație Ranunculion fluitantis și Callitricho-Batrachion, Liziere de ierburi înalte hidrofile de câmpie și de nivel montan până la alpin.
La baza desemnării sitului se află mai multe specii protejate:
- păsări (16): pescăruș albastru (Alcedo atthis), egretă mare (Ardea alba), stârc cenușiu (Ardea cinerea), stârc roșu (Ardea purpurea), stârc galben (Ardeola ralloides), rață roșie (Aythya nyroca), buhai de baltă (Botaurus stellaris), erete de stuf (Circus aeruginosus), erete vânăt (Circus cyaneus), egretă mică (Egretta garzetta), stârc pitic (Ixobrychus minutus), sfrâncioc roșiatic (Lanius collurio), cormoran mic (Microcarbo pygmaeus), stârc de noapte (Nycticorax nycticorax), Phalacrocorax carbo sinensis, chiră de baltă (Sterna hirundo)
- amfibieni (3): izvoraș-cu-burta-galbenă (Bombina variegata), Rana latastei, Triturus carnifex
- pești (7): Barbus plebejus, Chondrostoma soetta, Cobitis bilineata, zglăvoacă (Cottus gobio), Protochondrostoma genei, Rutilus pigus, Salmo marmoratus
- reptile (1): țestoasa de baltă (Emys orbicularis)